# Karaté aux Jeux africains de 1995
Navigation
1991 1999
Les compétitions de karaté aux Jeux africains de 1995 ont lieu en septembre 1995 à Harare, au Zimbabwe.  

## Médaillés

### Femmes
- Karin Prinsloo (Afrique du Sud) est médaillée d'argent en kata individuel[1].